# Качесов, Дмитрий Никитович
Дмитрий Никитович Качесов — советский хозяйственный, государственный и политический деятель.

## Биография
Родился в 1926 году в селе Усть-Калманка. Член КПСС
Участник Великой Отечественной войны в составе 90-й гвардейской стрелковой дивизии. С 1946 года — на хозяйственной, общественной и политической работе. В 1946—1992 гг. — ученик мастера, мастер, старший мастер-сыродел молокозавода в Комарихе Шипуновского района Алтайского края, старший мастер-сыродел сырзавода в Коробейниково, старший мастер-сыродел Быстрянского маслосырзавода.
За большой личный вклад в дело увеличения выпуска и улучшения качества продуктов питания был в составе коллектива удостоен Государственной премии СССР за выдающиеся достижения в труде 1982 года.
Жил в Алтайском крае.